# Niafles

Niafles este o comună în departamentul Mayenne, Franța. În 2009 avea o populație de 308 de locuitori.